# یحتمل
یحتمل (انگلیسی: Chances Are) فیلمی است که در سال ۱۹۸۹ منتشر شده‌است. از بازیگران این فیلم می‌توان به سیبل شفرد، رابرت داونی جونیور، رایان اونیل و مری استوارت مسترسون اشاره کرد.